# Horqin (khu)
Khu Horqin (giản thể: 科尔沁区; phồn thể: 科爾沁區; bính âm: Kē'ěrqìn Qū, Hán Việt: Khoa Nhĩ Thấm khu) là một khu (quận) (của địa cấp thị Thông Liêu, khu tự trị Nội Mông Cổ, Trung Quốc. Phương ngữ Mông Cổ bản địa của quận là phương ngữ Khorchin.

### Nhai đạo
| - Khoa Nhĩ Thấm (科尔沁街道) - Tây Môn (西门街道) - Vĩnh Thanh (永清街道) - Minh Nhân (明仁街道) - Thi Giới (施介街道) - Thanh Chân (清真街道) | - Đông Giao (东郊街道) - Thiết Nam (铁南街道) - Hoắc Lâm (霍林街道) - Kiến Quốc (建国街道) - Hồng Tinh (红星街道) |

### Trấn
| - Đại Lâm (大林镇) - Tiền Gia Điếm (钱家店镇) - Dư Lương Bảo (余粮堡镇) - Mộc Lý Đồ (木里图镇) - Phong Điền (丰田镇) | - Thanh Hà (清河镇) - Dục Tân (育新镇) - Khánh Hòa (庆和镇) - Ngao Lực Bố Cao (敖力布皋镇) |

### Tô mộc
- Mạc Lực Miếu (莫力庙苏木)